# Росія на літніх Олімпійських іграх 1996
|       | Золото | Срібло | Бронза | Всього |
| ----- | ------ | ------ | ------ | ------ |
| Росія | 26     | 21     | 16     | 63     |

Збірна Росії була представлена на літніх Олімпійських іграх 1996 в Атланті (США) Олімпійським Комітетом Росії. У неофіційному загальнокомандному заліку збірна Росії посіла друге місце, поступившись збірній США.

## Нагороди

### Золото
| Золото |                                                     |                                              |
| №      | Спортсмени                                          | Вид спорту (дисципліна)                      |
| 1      | Вадим Богієв                                        | Боротьба (вільна боротьба, до 68 кг)         |
| 2      | Бувайсар Сайтієв                                    | Боротьба (вільна боротьба, до 74 кг)         |
| 3      | Хаджимурад магомедов                                | Боротьба (вільна боротьба, до 82 кг)         |
| 4      | Олександр Карелін                                   | Боротьба (греко-римська боротьба, до 130 кг) |
| 5      | Олег Саїтов                                         | Бокс (до 67 кг)                              |
| 6      | Олексій Петров                                      | Важка атлетика (до 91 кг)                    |
| 7      | Андрій Чемеркін                                     | Важка атлетика (понад 108 кг)                |
| 8      | Денис Панкратов                                     | Плавання (100 м, батерфляєм)                 |
| 9      | Денис Панкратов                                     | Плавання (200 м, батерфляєм)                 |
| 10     | Олександр Попов                                     | Плавання (50 м, вільний стиль)               |
| 11     | Олександр Попов                                     | Плавання (100 м, вільний стиль)              |
| 12     | Олександр Бекетов                                   | Фехтування (індивідуальна шпага)             |
| 13     | Станіслав Позняков                                  | Фехтування (індивідуальна шабля)             |
| 14     | Ільгар Мамедов Владислав Павлович Дмитро Шевченко   | Фехтування (командна рапіра)                 |
| 15     | Григорій Кирієнко Станіслав Позняков Сергій Шариков | Фехтування (командна шабля)                  |

### Срібло
| Срібло | |                                      |
| №      | Спортсмени | Вид спорту (дисципліна)              |
| 1      | Махарбек Хадарцев | Боротьба (вільна боротьба, до 90 кг) |
| 2      | Сергій Сирцов | Важка атлетика (до 108 кг)           |
| 3      | Денис Піманков Олександр Попов Володимир Предкін Володимир Пишненко Констянтин Ушков Роман Єгоров                    | Плавання (4x100 м, вільним стилем)   |
| 4      | Роман Івановський Владислав Куликов Станіслав Лопухов Денис Панкратов Олександр Попов Володимир Сельков Роман Єгоров | Плавання (4x100 м, комплексом)       |
| 5      | Сергій Шариков | Фехтування (індивідуальна шабля)     |
| 6      | Олександр Бекетов Павло Колобков Валерій Захаревич                                                                   | Фехтування (командна шпага)          |

### Бронза
| Бронза |                                            |                                             |
| №      | Спортсмени                                 | Вид спорту (дисципліна)                     |
| 1      | Зафар Гулієв                               | Боротьба (греко-римська боротьба, до 48 кг) |
| 2      | Олександр Третьяков                        | Боротьба (греко-римська боротьба, до 68 кг) |
| 1      | Альберт Пакеєв                             | Бокс (до 51 кг)                             |
| 2      | Раїмкуль Малахбеков                        | Бокс (до 54 кг)                             |
| 3      | Олексій Лєзін                              | Бокс (понад 91 кг)                          |
| 4      | Андрій Корнєєв                             | Плавання (200 м, брасом)                    |
| 5      | Владислав Куликов                          | Плавання (100 м, батерфляєм)                |
| 6      | Карина Азнавурян Юлія Гараєва Марія Мазіна | Фехтування (командна шпага)                 |

## Медалі з видів спорту
| Спорт                            | Золото | Срібло | Бронза | Загалом |
| Плавання                         | 4      | 2      | 2      | 8       |
| Фехтування                       | 4      | 2      | 1      | 7       |
| Боротьба                         | 4      | 1      | 2      | 7       |
| Легка атлетика                   | 3      | 6      | 1      | 10      |
| Спортивна гімнастика             | 3      | 2      | 3      | 8       |
| Стрільба                         | 3      | 2      | 1      | 6       |
| Важка атлетика                   | 2      | 1      | 0      | 3       |
| Велоспорт                        | 1      | 1      | 0      | 2       |
| Стрибки у воду                   | 1      | 1      | 0      | 2       |
| Бокс                             | 1      | 0      | 3      | 4       |
| Художня гімнастика               | 0      | 1      | 1      | 2       |
| Вітрильний спорт                 | 0      | 1      | 0      | 1       |
| П'ятиборство                     | 0      | 1      | 0      | 1       |
| Академічне веслування            | 0      | 0      | 1      | 1       |
| Веслування на байдарках та каное | 0      | 0      | 1      | 1       |

## Склад олімпійської команди Росії

### Бокс
Спортсменів — 9
- До 67 кг. Олег Саїтов Підсумок —  золота медаль.
- До 51 кг. Альберт Пакеєв Підсумок —  бронзова медаль.
- До 54 кг. Раїмкуль Малахбеков Підсумок —  бронзова медаль.
- Понад 91 кг. Олексій Лєзін Підсумок —  бронзова медаль.
- До 57 кг. Рамаз Паліані
- До 63,5 кг. Едуард Захаров
- До 75 кг. Олександр Лебзяк
- До 81 кг. Дмитро Виборнов
- До 91 кг. Ігор Кшинін